# Willy Müller
Willy Müller ( * La Plata, Argentina , 28 de junio de 1961) es un arquitecto argentino cofundador del Instituto de Arquitectura Avanzada de Cataluña en España.

## Biografía
Willy Müller estudió en la Universidad de La Plata, Argentina, donde obtuvo el título de Arquitecto y Urbanista en 1984, y en la  Universidad de Barcelona, Escola Superior d'Arquitectura, donde realiza su doctorado entre 1986 y 1988. 
Abre su propia oficina en Barcelona, WMA-Willy Müller Architects, en 1996. 
En 1998 funda junto con Vicente Guallart y Manuel Gausa el Grupo Metápolis, y en el año 2000 el Instituto Metápolis de Arquitectura Avanzada, desde donde dirige y participa en la exposición Hypercatalunya, y es coautor del libro Diccionario Metapolis de la Arquitectura Avanzada. 
Actualmente es el director de Desarrollo del IAAC, Instituto de Arquitectura Avanzada en Catalunya, y Codirector del Master en Arquitectura Avanzada “Self-Sufficient Buildings”. 
Willy Müller es invitado como conferenciante en numerosas universidades, y como principal arquitecto de WMA desarrolla actualmente proyectos de escalas diferentes en España, Rusia, República Dominicana, Arabia Saudí y México. Ha publicado en diversas revistas sus obras y obtenido diversos premios. 
Ha construido recientemente el Nuevo Mercado de las Flores en Barcelona.
En 2005 se publica la monografía sobre sus obras Occupying Structures con la introducción de Jaime Lerner, arquitecto y expresidente de la Unión Internacional de Arquitectos:"...The timing could not be more perfect. While the world has turned back to discuss globalization, solidarity and cooperation, WMA brings a voice to discuss the role of the architecture in this scenario. As Willy Müller says, it no longer makes sense to speak of an architecture as a social architecture, since architecture as a whole has to be social. And believe, these are not only words. Take a look at this another great book from the Editorial Design Documents Series and see how WMA has made a point.."

## Principales obras y proyectos
Barri del Morrot, Puerto de Barcelona , Plan estratégico de desarrollo urbano, 2009.
Nuevo Mercado de las Flores, Mercabarna-flor, Concurso restringido, 1.º Premio, San Baudilio de Llobregat, España, 2003 - 2009.
Dream City, Eco Resort Complex, República Dominicana, 2008 – 2009.
Resort Urbano en San Petersburgo: 5* Hotel, World Trade Centre y Centro Deportivo, San Petersburgo, Rusia. Concurso internacional restringido, 1.º Premio, 2007 -2008.
Casa Román-Canals, Costa Brava, Calonge, España, 2008.
Concurso Internacional de Sostenibilidad para el proyecto MEBSS (enlace roto disponible en Internet Archive; véase el historial, la primera versión y la última)., EMVS (Madrid).3 º Premio. Prototipo de vivienda industrializada sostenible, 2007.
Sede de la Organización de la Conferencia Islámica  (O.I.C.) , Jeddah, Arabia Saudí. Concurso Internacional, finalista, 2006.
Pile Tower, Vivienda social, Proyecto Sociópolis, Valencia, España, 2006.
Nueva Planta de Reciclaje Punt Verd, Barcelona, España, 2002.
Restaurante Puente en Mercabarna, Barcelona, España, 2000.